# Medína (městská část)

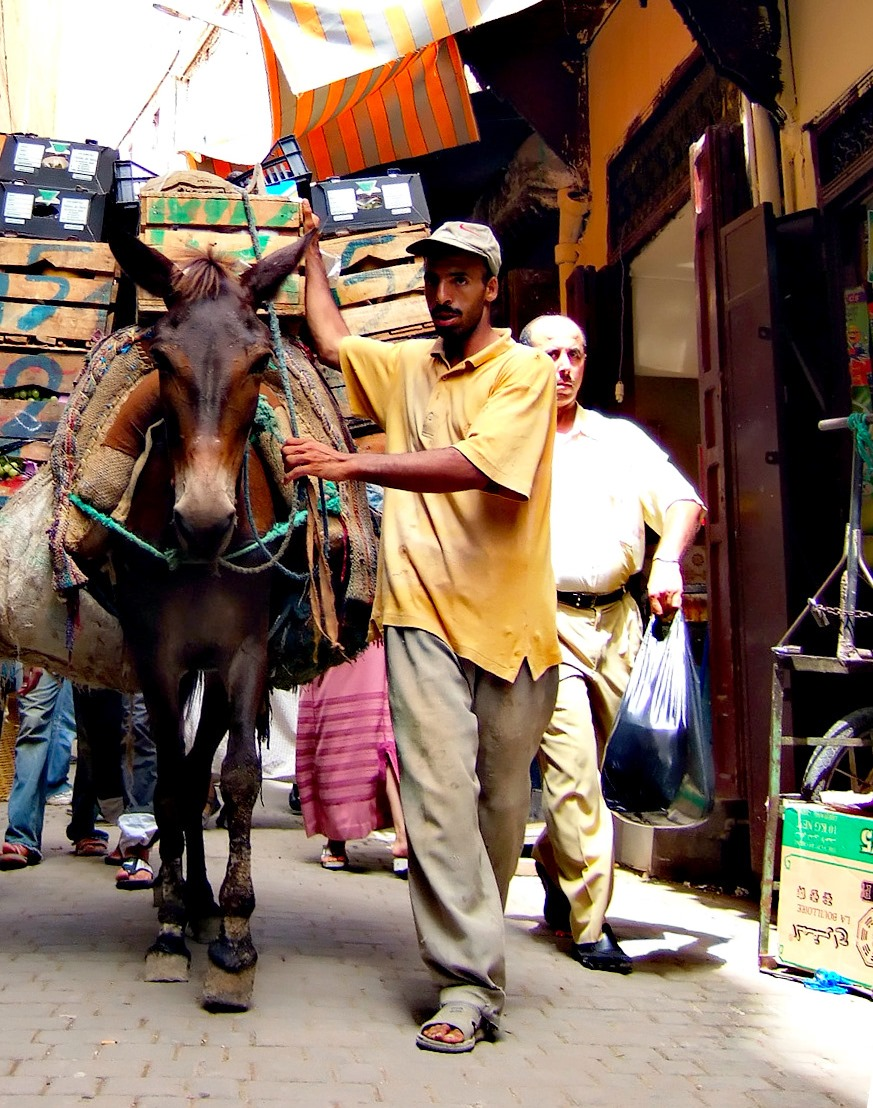
Do medíny v marockém Fezu nemohou auta a zboží se zde převáží na mulách

Medína (arabsky المدينة, "město") je označení pro starou část mnoha severoafrických měst. Typická medína je opevněná, tvoří ji bludiště úzkých uliček, někdy dokonce zastřešených a položených v několika patrech nad sebou. Tato středověká vnitřní města Arabové stavěli už od 9. století.
Medíny často obsahují historické fontány, paláce a mešity. Tyto památky jsou chráněné kvůli svému kulturnímu významu (a také přitahují turisty).
Kvůli velmi úzkým a křivolakým ulicím v medínách nebývají auta a v některých případech ani motocykly a kola. Některé ulice nejsou ani metr široké. Některé medíny byly takto budovány záměrně, aby zmátly a zpomalily útočníky.
Rozsáhlé a vyhlášené jsou například medíny v marockých městech Fès, Marrákeš či Tetuán.